# Semyon Belits-Geiman
Semyon Belits-Geiman (n. 16 februarie 1945, Moscova, RSFS Rusă, URSS) este un jurnalist ce a reprezentat Uniunea Republicilor Sovietice Socialiste, medaliat olimpic. A participat la două ediții ale Jocurilor Olimpice (1964, 1968) în care a câștigat o medalie de argint și o medalie de bronz.